# 小波すず
小波 すず（さざなみ すず）は、日本の女性声優。主にアダルトゲームに声をあてている。

## 人物
小波は幼少期から声の高さを自覚しており、周囲からもアニメのような声だといわれることも多かったという。また、授業中に教科書を朗読することが好きだったため、早い時期から声を使った仕事をしたいと考えていた。演技経験がなかった上、養成所に入ろうと決意してから本格的に声優の勉強を始めた。そして、2015年に『PRIMAL×HEARTS2』のモブキャラクター役でアダルトゲームの声優としてデビューを果たした。それから初のメインヒロイン役を演じるまで2年間かかったが、小波はHシーン関連の声や音の出し方がわからなかったため、その2年間でひたすら聞いて学習していたとアダルトゲーム専門誌「BugBug」による2023年のインタビューの中で振り返っている。
2017年以降はサブキャラクターが多いながらも、出演作が増えていった。このうち2018年に出演した『Erewhon』（CLOCKUP）と『ラズベリーキューブ』（まどそふと）は作品の方向性も演じたキャラクターの性格も正反対だからこそ自分で送ったオーディション音源が評価されたのだろうと小波は2023年のインタビューの中で推測している。また、この当時は声優を引退しても残る仕事を一つでも多くこなしたいと奮闘していた時期でもあり、この2作を通じて様々な人々に「小波すず」を認識してもらえたのは本当にうれしかったと前述のインタビューの中で話している。特にCLOCKUPとまどそふとはこの2作が初めてのオーディション参加だったので、そこで合格したことが自分の背中を押したと小波は振り返っている。

### 演技
演技にあたり、小波はゲームのジャンルやヒロインの違いなどを考慮したうえで収録に臨むと「BugBug」とのインタビューの中で話している。たとえば、『恋にはあまえが必要です』（HOOKSOFT,2023年発売）の獅子喰桜雅はやや男らしい性格だが、恋するところで女の子らしさが出るため、いじらしさからくるかわいさを表現するためHシーンでは声を抑え気味にしたという。
また、小波はキャラクターの声を容姿に寄せるとも話しており、たとえば『Erewhon』の永見稀世良の場合、小柄な体格から肺も小さいため、長いセリフをしゃべった後は息継ぎが増えるだろうと想定したという。一方、息継ぎは感情やニュアンスを明確にするという考えから、『FLIP＊FLOP 〜RAMBLING OVERRUN〜』（2023年発売）に登場する科学者・月ヶ丘 蘭を演じた際は息継ぎを減らしたものの、恋を知ってからかわいらしさがいっぺんに出るため、当該箇所ははっきりと息継ぎをしたという。
『アンレス・テルミナリア』（2022年）のルチア=ヴァリニャーノを演じた際は、事前にキャラクターを研究してから収録に臨み、ルチアが父親と会った際に泣いたときはスタッフから驚かれたといい、「私としては、主人公の前であんなに泣いていた女の子が、会いたいと思い続けてきたお父さんと再会して泣かない理由がないです!!」と説明してOKをもらったと振り返っている。

## 出演
太字はメインキャラクター。

### OVA
- OVAおいでよ！水龍敬ランド (マーセル)
- ボクの理想の異世界生活（2025年、ノルン[2]）

### PCゲーム

#### 2015年
- PRIMAL×HEARTS2（モブ）[3]

#### 2017年
- 景の海のアペイリア（零一の義母、グアニン）
- ビッチなギャルが処女で何が悪い?（有城 美智佳）
- お姉さんテクニック ～性教育と初体験～（桑原 みゆき）
- アオイトリ（少女F）
- おいでよ！水龍敬ランド～家族とスケベなテーマパーク！～（マーセル）

#### 2018年
- フルウソ-Complete Four Seasons-
- 雲上のフェアリーテイル（ネモ・ボミナブル・コルチュマリョフ）[4]
- イマドキ女子～心は純情・溢れる淫靡香～（晴川 南都子）
- キュリオディーラー
- Erewhon（永見 稀世良）
- ラズベリーキューブ（桜庭・ヴィクトリア・瑠莉）[5]
- ココロが繋ぐ恋標（ココロ）
- 捻くれモノの学園青春物語～俺と彼女の裏表～（小湊 観月）[6]

#### 2019年
- 夢と色でできている（黒羽 かもめ）[7]
- リアライブ（皇 歌夜）[8]
- ボクと彼女(女医)の診察日誌（天城 涼）
- ガールズ・ブック・メイカー-幸せのリブレット-（虫子）
- 恋嵐スピリッチュ（桜守 糸世）[9]
- ALPHA-NIGHTHAWK（アメとツユ、チリン）
- 刃撫魅!～アタシが産みなおしてやんよ!～（榊 真冬）

#### 2020年
- 創神のアルスマグナ（マルドゥック）
- まおかつ!-魔王と勇者のアイドル生活-（シャルロッテ・ノーブリーク）
- 現実が見えてきたので少女を愛するのを辞めました。（愛宮 琴莉）
- BETA-SIXDOUZE（ハナコ）
- 放課後シンデレラ（長南 陽佳）[10]
- 青春フラジャイル（卯月 透音）[11]
- shin-neko～再会した妹との新たな関係～（小春）
- ハミダシクリエイティブ（新川 広夢）
- 竜神ぐーたらいふ（ドラ美）[12]
- ドーナドーナ いっしょにわるいことをしよう（ALyCE）[13]
- 一途な(処女→)彼女と恋したい (広橋 るな)[14]
- 冥契のルペルカリア (匂宮 めぐり)[15]
- 竜姫ぐーたらいふ LOVE+PLUS（ドラ美）[16]

#### 2021年
- 同級生リメイク （鈴木 美穂）[17]
- 閃鋼のクラリアス（カミュ=ホームズ）[18]
- うちの主は妖怪の常識を知らない（水無月 あいる）
- 竜姫ぐーたらいふ2（ドラ美）[19]
- アサガオは夜を識らない。（緋色 アサガオ）
- クナド国記（双葉 葵）
- ウチはもう、延期できない。（榊原 愛）

#### 2022年
- スタディ§ステディ2（沼津 潤海）
- アンレス・テルミナリア（ルチア=ヴァリニャーノ）
- D.C.4 Sweet Harmony 〜ダ・カーポ4〜 スイートハーモニー（謎の少女）[20]
- ネコと女子寮せよ!（桧葉 美月）[21]
- 一途な(処女→)彼女と恋したい ver.広橋るな (広橋 るな)[22]
- ガマンができない童貞アニキとスナオになれない反抗妹（ちえ[23]）
- マガツバライ X-rated（白天狐・彌瑞璃）
- 2045、月より。（日奈 ゆい）
- FLIP＊FLOP 〜INNOCENCE OVERCLOCK〜（月ヶ丘 蘭）
- 竜姫ぐーたらいふ3（ドラ美[24]）
- クリミナルボーダー 1st offence（萬屋 ひな）
- ハミダシクリエイティブ凸（新川 広夢）
- ガールズフランティッククラン（識木 希々）[25]

#### 2023年
- FLIP＊FLOP 〜RAMBLING OVERRUN〜（月ヶ丘 蘭）
- 恋にはあまえが必要です（獅子喰 桜雅）
- GAMMA DIMENSION ～ALPHA&BETA FAN DISK～（ハナコ、アメとツユ、花子）
- 俺の瞳で丸裸! 不可知な未来と視透かす運命(エリシュカ・フォルティーノヴァ)[26]
- 彼方の人魚姫（鬼切畑 葵）[27]

#### 2024年
- 八剱伝（蛍）
- 恋にはあまえが必要です ～もっとあまえるだけミニファンディスク（獅子喰 桜雅）
- 恋にはあまえが必要です ～もっとあまえてもらうだけミニファンディスク（獅子喰 桜雅）
- オトメ世界の歩き方（片桐 ヤエカ）[28]
- アンラベル・トリガー[29]
- 旭光のマリアージュ（クロエ・ルーアン）
- D.C.5 Plus Happiness ～ダ・カーポ5～プラスハピネス（八坂 愛乃亜）
- 夢幻のティル・ナ・ノーグ（遊佐 香恋）
- あの日の君を振り向かせて。（柚木 優雨）

#### 2025年
- D.C.5 Sweet Happiness ～ダ・カーポ5～スイートハピネス（八坂 可子）
- ハミダシクリエイティブRe:Re:call（新川 広夢）
- True Colors -memories of the abyss- (深石 薔薇)

### コンシューマーゲーム
- NinNinDays2（鈴蘭）
- マガツバライ（白天狐・彌瑞璃）
- 同級生リメイクCSver（鈴木 美穂）[30]
- 旭光のマリアージュ episode LIA（クロエ・ルーアン）

### ブラウザ/オンラインゲーム
- LAST DRAGOON ～禁断のXXX～（ウズメララ）
- レジェンドガールズ騎馬道アカデミー（ミケランジェロ）
- アイドルうぉーず（碓氷 香歩）
- 宝石姫（アベンチュリン、エンジェライト、ゴールドストーン）
- ドキドキ★病んでミック（みくらちゃん、裁縫結、ミテハ・オビエル、叉多火猫女）
- 戦乱プリンセス（スサノオ、イザナギ、沖田総司、望月千代女、玉藻前、名古屋山三郎、愛姫）
- ヒロインメモリーズ（フユ）
- UNITIA 神託の使徒×終焉の女神（ミズチ）
- 必勝ダンジョン運営方法（オリエル）
- ハニーブレイド（一ノ瀬 クレア）
- 天穹ノ彼方の錬星郷（エル・ムル・フュール、黎泉空、ナナイ・ハルウェル）
- アイオライトリンク（ヴィーラ）
- デタリキZ（睦峰 美蘭、高岡 ルカ）
- Gemini Seed（ジェミニシード）（シャロ、マルグリット、テレジア、アーデルハイト、ルフィナ、ウタハ、ルクワイア）
- ふるーつふるきゅーと！（ブルーベリー、ラズベリー）
- アートワール魔法学園の乙女たち（スノウ）
- オトギフロンティア（アウラ、シュラカ）
- 要塞少女（ダイナ・マイン[31]、リヴェッタ[32]、リヴェッタ【水着】[33]、アストリッド[34]）
- 巨神と誓女（アリシア、アリア）
- ミナシゴノシゴト(アリョーヌシカ・トロイーツァ)
- ミストトレインガールズ（プトラ）
- エンジェリックリンク（ベリアル、バフォメット）
- 虚無と夢幻のフラグメント（火乃渡莉瀬）
- 天啓パラドクス（シャーロット、アオイ）
- 星彩のアステルマキナ 開発中止[35]（アンサー[36]）

### 同人ゲーム
- 素晴らしき国家の築き方（カスコ、エル）
- おにいちゃんコンティニュー! (白雪 結梨)

### 音声作品
- 『和耳リゾートホテル』のスペシャル耳とろセラピー～幸せ濃厚な耳責め搾精♪～（奏折 心詠）
- 星逢う刻 ～詩織と過ごす一夜の幸せ～（天羽 詩織）
- 美容室『Aphrodite』菱山六花（菱山 六花）
- 高級美娼女クラブ『Seraphinite affection』～現役JKグラビアアイドルの、ぐっぽり耳奥責めご奉仕えっち♪（向坂 珠奈）
- 桜庭・ヴィクトリア・瑠莉はエッチで天使でブライダル♪（桜庭・ヴィクトリア・瑠莉）
- 恥ずかしがり屋のロリ幼馴染がお兄ちゃん大好きすぎて甘ハメエッチしちゃう話♡（帆咲スピカ）
- ダキカノ 6thシーズン Vol.2（2022年、吾妻あさひ）

### 歌
- 現実が見えてきたので少女を愛するのを辞めました。主題歌「エール!しあわせリアライズ」

### ラジオ
- ラズベリーキューブ「ゆぅる～りラジオ」メインパーソナリティ (第1回 - 第5回)[37]
- 八尋まみと小波すずの混ぜるなキケン!（2018年、音泉※）
- オトメ＊ドメイン RADIO＊MAIDEN 第71回 ゲスト
- ラジオCD「ほめられてのびるらじおZ」Vol.32 ゲスト
- ぴょんぽこらじお メインパーソナリティ

### イベント
- 小波すずと蒼乃むすびのそれいけっ！むすずちゃん学園１~参観日のおじかんです~